# Thomas Rehbein
Thomas Rehbein (* in Lübeck; † 2. Mai 1610 ebenda) war ein deutscher Jurist, Ratssekretär und Ratsherr der Hansestadt Lübeck.

## Leben
Thomas Rehbein war Sohn des Ältermanns der Lübecker Schonenfahrer Thomas Rehbein († 1585). Er studierte ab April 1562 an der Universität Rostock und bezog im Sommersemester 1563 die Universität Leipzig. Sein Vater verschaffte dem Magister Thomas Rehbein 1573 – zunächst auf Probe – die Bestallung als Ratssekretär in Lübeck. Ab 1584 führte er das Lübecker Oberstadtbuch, ohne Protonotar zu sein. 1593 wurde er zum Lübecker Ratsherrn gewählt, behielt jedoch die Führung des Oberstadtbuches bei und benannte sich selbst nun als Protonotar. Er bewohnte in Lübeck das Haus Fleischhauerstraße 19. Rehbein war der Bruder des Lübecker Chronisten Heinrich Rehbein.